# موناستيرو دي لانزو
موناستيرو دي لانزو  هي كومونا في مدينة تورينو الحضرية في منطقة بيدمونت بإيطاليا، وتقع على بعد حوالي 35 كم شمال غرب تورين.
يحد موناستيرو دي لانزو البلديات التالية: لوكانا وكانتويرا وكوسولو تورينيز وسيريس وبيسينيتو ولانزو تورينيز.